# Џеноа (Небраска)
Џеноа (енгл. Genoa) град је у америчкој савезној држави Небраска.

## Демографија
По попису из 2010. године број становника је 1.003, што је 22 (2,2%) становника више него 2000. године.
| Група             | 2000.       | 2010.       |
| Белци             | 961 (98,0%) | 951 (94,8%) |
| Афроамериканци    | 0 (0,0%)    | 1 (0,1%)    |
| Азијати           | 1 (0,1%)    | 2 (0,2%)    |
| Хиспаноамериканци | 7 (0,7%)    | 34 (3,4%)   |
| Укупно            | 981         | 1.003       |